# باشگاه فوتبال اسپارتاک مسکو
باشگاه فوتبال اسپارتاک مسکو (به روسی: Футбольный клуб «Спартак» Москва) یک باشگاه فوتبال در شهر مسکو در روسیه می‌باشد که در لیگ برتر روسیه بازی می‌کند. این باشگاه پرافتخارترین باشگاه روسیه است.
این باشگاه در تاریخ ۱۸ آوریل ۱۹۲۲ تأسیس شده‌است.

## افتخارات
- لیگ فوتبال شوروی / لیگ برتر فوتبال روسیه: ۲۲ (رکورد)

۱۹۳۶, ۱۹۳۸, ۱۹۳۹, ۱۹۵۲, ۱۹۵۳, ۱۹۵۶, ۱۹۵۸, ۱۹۶۲, ۱۹۶۹, ۱۹۷۹, ۱۹۸۷, ۱۹۸۹, ۱۹۹۲, ۱۹۹۳, ۱۹۹۴, ۱۹۹۶, ۱۹۹۷, ۱۹۹۸, ۱۹۹۹, ۲۰۰۰, ۲۰۰۱, ۲۰۱۶–۱۷
- - نایب قهرمان (۱۶):۱۹۳۷, ۱۹۵۴, ۱۹۵۵, ۱۹۶۳, ۱۹۷۴, ۱۹۸۰, ۱۹۸۱, ۱۹۸۳, ۱۹۸۴, ۱۹۸۵, ۱۹۹۱, ۲۰۰۵, ۲۰۰۶, ۲۰۰۷, ۲۰۰۹, ۲۰۱۱–۱۲
- جام حذفی فوتبال شوروی / جام حذفی فوتبال روسیه: ۱۳

۱۹۳۸, ۱۹۳۹, ۱۹۴۶, ۱۹۴۷, ۱۹۵۰, ۱۹۵۸, ۱۹۶۳, ۱۹۶۵, ۱۹۷۱, ۱۹۹۲, ۱۹۹۳–۹۴, ۱۹۹۷–۹۸, ۲۰۰۳
- - نایب قهرمان (۷): ۱۹۴۸, ۱۹۵۲, ۱۹۵۷, ۱۹۷۲, ۱۹۸۱, ۱۹۹۵–۹۶, ۲۰۰۶
- سوپر جام فوتبال روسیه / سوپر جام فوتبال روسیه:

۲۰۱۷
- - نایب قهرمان (۳): ۲۰۰۴, ۲۰۰۶, ۲۰۰۷